# Hecalapona cena
Hecalapona cena är en insektsart som beskrevs av Delong och Freytag 1975. Hecalapona cena ingår i släktet Hecalapona och familjen dvärgstritar. Inga underarter finns listade i Catalogue of Life.